# Constantino (protoespatário)
Constantino (em grego medieval: Κωνσταντῖνος) foi um oficial bizantino do século IX. Ele é mencionado em um selo no qual é descrito como patrício, protoespatário e estratego da Sicília. Pensa-se, porém, que talvez pode ser identificado com o governador Constantino Sudas, mas a identificação ainda é incerta.